# Gerhard Rill
Gerhard Rill (* 30. April 1927 in Klosterneuburg; † 25. März 2015 ebenda) war ein österreichischer Archivar.

## Leben
Der Sohn des Polizeibeamten Robert Rill und dessen Ehefrau Margarethe studierte ab 1946 Geschichte und Germanistik an der Universität Wien. Nach der Promotion zum Dr. phil. 1950 absolvierte er von 1951 bis 1953 als ordentliches Mitglied den 46. Lehrgang des Instituts für Österreichische Geschichtsforschung an der Universität Wien. Ab 1956 arbeitete er im Haus-, Hof- und Staatsarchiv und war von 1987 bis 1991 Direktor des Hauses. Sein Sohn ist der Historiker Robert Rill.

## Schriften (Auswahl)
- Geschichte der Grafen von Arco 1487–1614. Reichsvasallen und Landsassen. Horn 1975, ISBN 3-85028-034-2.
  - Storia del conti d'Arco 1487–1614. Roma 1982, ISBN 88-85015-14-X (ital. Übersetzung).
- Fürst und Hof in Österreich.
  - Band 1: Außenpolitik und Diplomatie. Wien 1993, ISBN 3-205-98087-5.
  - Band 2: Gabriel von Salamanca, Zentralverwaltung und Finanzen. Wien 2002, ISBN 3-205-98895-7 (eingeschränkte Vorschau in der Google-Buchsuche).